# Frutidella
Frutidella — рід грибів родини Ramalinaceae. Назва вперше опублікована 1994 року.

## Класифікація
До роду Frutidella відносять 3 види:
- Frutidella caesioatra
- Frutidella furfuracea
- Frutidella pullata